# 柏洋乡
柏洋乡，是中华人民共和国福建省宁德市霞浦县下辖的一个乡镇级行政单位。

## 行政区划
柏洋乡下辖以下地区：
柏洋村、长岩村、林洋村、车下村、郑家山村、陈墩村、谢墩村、董墩村、洋中村、柘头村、南山后村、凤洋村、禅洋村、戴家山村、黄土丘村、塔后村、西坑村、大岭村、阮洋村、坑口村、周厝坑村、吴洋村、横江村、坂头村、前宅村、西宅村、后垅村和洋里村。

## 教育
- 霞浦县第十一中学[3]
- 霞浦县横江中学[4]
- 闽东新四军希望小学（柏洋中心小学）[5]